# Ло Ти, Бетти
Бетти Ло Ти или Лэ Ди (кит. трад. 樂蒂, упр. 乐蒂, пиньинь Lè Dì, чаще романизируется Betty Loh Ti), настоящее имя Си Чжунъи (奚重儀; 24 июля 1937, Шанхай — 27 декабря 1968 года, Гонконг) — гонконгская киноактриса 1950—1960-х годов, «классическая красавица» китайского кино 1960-х. Лауреат премии тайбэйского кинофестиваля Golden Horse 1963 года за лучшую женскую роль.

## Биография и карьера
Си Чжунъи родилась 24 июля 1937 года в шанхайском районе Пудун. Её отец Си Чжаонянь был занят в строительном бизнесе и был наследником строительной фирмы 奚福記營造廠, но погиб за неделю до рождения дочери при бомбардировке в начале 2-й японо-китайской войны. Чжуньи была шестым ребёнком в семье, и до её рождения родители ожидали ещё одного сына, что выразилось в её семейном прозвище «Шестой братец» кит. трад. 六弟, пиньинь liù dì, который актриса сохранила в общении с близкими. Через несколько лет мать с детьми переехала к своим родителям. Дед девочки Гу Чжусюань по прозвищу «магнат Цзянбэй» (кит. трад. 江北大亨, пиньинь Jiāngběi dàhēng) управлял театром «Тяньчань» (ныне известный театральный центр в Шанхае), где выступали многие знаменитые актёры и начинали свою карьеру, в частности, двое из будущих «четырёх великих дань» пекинской оперы Мэй Ланьфан и Чэн Яньцю. Регулярно видя работу артистов, дети подражали им, что повлияло на выбор ими будущей профессии - помимо самой Чжунъи, кинематографистами стали, как минимум, её братья Си Чжунцянь (известный под сценическим именем Келли Лэй Чэнь и Си Чжунцинь).
В 1948 году мать детей умерла от болезни, а в 1949 бабушка вместе с внуками покинула Шанхай и переехала в Гонконг, где Си Чжунъи и окончила школу. В 1952 году, когда ей было 15 лет, генеральный менеджер гонконгской студии Great Wall Movie Enterprise Юань Янъань предлагает ей контракт, подписанный, из-за несовершеннолетия, её старшим братом Си Чжунцинем; по его же предложению девушка берёт себе созвучное её детскому прозвищу сценическое имя Лэ Ди (樂蒂). Актриса оставалась со студией вплоть до 1958 года, снимаясь как во вспомогательных, так и в главных ролях; минимум два фильма с её значительным участием не принесли индивидуальных премий самой Лэ Ди, но были достаточно высоко оценены хотя бы в Китае: её первый фильм The Peerless Beauty (絕代佳人, 1954) впоследствии получил Excellence Award среди кинофильмов 1949—1955 годов (1949至55 年優秀影片榮譽獎) от Министерства культуры КНР, а фильм A Widow’s Tears (新寡, 1956) был в 1957 включён в «10 лучших фильмов Китая».
В 1957—1958 году актрису приглашают работать в развивающийся гонконгский филиал кинопроизводства братьев Шао (на тот момент Shaw Film Company, позднее ставшая знаменитой кинокомпанией Shaw Brothers). К этому периоду относятся наиболее известные картины с нею в главных ролях.
- Фильм «Пленительная тень» (1960, реж. Ли Ханьсян) был включён в официальную конкурсную программу 13-го Каннского кинофестиваля[5], став тем самым первым цветным фильмом на севернокитайском в основном показе крупных международных кинофестивалей, а также был отобран в качестве гонконгского кандидата на «Оскар» за лучший фильм на иностранном языке, но не вошёл в шорт-лист номинации.
- Фильм «Сон в красном тереме» (1962, реж. Юнь Чхауха) по классическому китайскому роману, где она воплощала образ Линь Дайюй, был в своё время обойдён кинофестивалями, однако положительно принят зрителями и критиками[6][7][8] и продолжает считаться одним из наиболее успешных и классических экранизаций романа[6]. Более чем через 40 лет после премьеры, фильм был отмечен включением под № 95 в список 100 лучших кинолент за историю кинематографа китайского региона по версии отборочного комитета Hong Kong Film Awards, представленный на 24-й церемонии вручения гонконгской кинопремии (27 мая 2005 года)[9].
- Наконец, лента «Лян Шаньбо и Чжу Интай», также снятая Ли Ханьсяном, где Бетти Лэ Ди сыграла главную роль Чжу Интай, получила поистине широкую известность, помимо ряда фестивальных показов[10][11][12], побив рекорды сборов нескольких стран[10][13][14], а впоследствии войдя в несколько списков избранного кино региона[9][15] и получив репутацию произведения-квинтэссенции своего жанра[15]. Работа самой Лэ Ди в этом фильме была отмечена на 2-м тайбэйском кинофестивале Golden Horse титулом «Лучшей актрисы»[16].

По завершении контракта с Шао, Бетти Лэ Ди в течение нескольких лет сотрудничает с кинокомпанией Motion Picture & General Investment Co. Ltd. (MP&GI, ныне более известна под именем основного бизнеса в Сингапуре как Cathay Organization), снявшись ещё в 6 или 7, однако карьера в этой студии останавливается в связи с постепенным сворачиванием компанией кинопроизводства в Гонконге после гибели в авиакатастрофе его основателя и большей части администрации.
Помимо актёрской работы, Бетти Лэ Ди увлекалась каллиграфией (под наставничеством известного мастера Ван Чжибо) и неоднократно демонстрировала своё умение в фильмах и при раздаче автографов, а также на достаточно высоком уровне моделировала платья и причёски, значимо влияя на региональную моду 1950—1960-х годов.
Незадолго до собственной смерти Лэ Ди успела попробовать свои силы и в организации кинопроизводства, основав вместе со своими братьями Лэй Чжэном и Си Чжунцинем и режиссёром Юнь Чауфуном киностудию Golden Eagle Film и снявшись вместе с братом в паре её фильмов.

### Личная жизнь и неожиданная смерть
29 января 1962 года Бетти Лэ Ди вышла замуж за своего коллегу, известного комедийного актёра Питера Чэнь Хоу, а 9 сентября того же года родила от него дочь Чэнь Минмин.
Жизнь «счастливой пары» широко освещалась в гонконгской прессе того времени, однако брак оказался неустойчивым из-за супружеской неверности Чэня. В середине марта 1967 года, застав его «на горячем», актриса рассталась с мужем, переехав жить к своему брату, впоследствии официально подав на развод; 3 октября её иск был удовлетворён, с присуждением ей номинальных алиментов в 1 доллар и права опекунства дочери.
В июне 1968 года актриса переехала на Boundary Street (англ.) в Коулуне, поблизости от выбранной ею для дочери начальной школы.
Утром 27 декабря 1968 года Бетти Лэ Ди обсуждала на студии Golden Eagle запланированное производство нового фильма, позднее обедала вместе с братьями. Позднее, в 5 часов дня горничная, пришедшая разбудить её после дневного сна, нашла её в постели впавшей в кому. Лэ Ди была отправлена в госпиталь, однако предпринятые меры не помогли. Причиной смерти стала передозировка барбитуратов; многие популярные источники описывают это как самоубийство, однако патолого-анатомическая экспертиза (оценившая содержание барбитурата в крови как соответствующее примерно 5-кратной дозе и не выявившая воспаления и/или остатка препарата в желудке, характерных для намеренного, одновременного приема сверхдозы барбитуратов), а также близкие ей люди, общавшиеся с актрисой незадолго до смерти (её брат Келли Лэй Чжэн, режиссёр Вон Тиньлам, продюсер Рэймонд Чоу) не поддерживают эту версию.
30 декабря 1968 года Бетти Лэ Ди была похоронена на одном из католических кладбищ Коулуна.

## Награды и прочее признание заслуг
- 1963 - премия 2-го кинофестиваля Golden Horse за лучшую женскую роль в фильме "Лян Шаньбо и Чжу Интай"[16].

## Фильмография

### Фильмы 1950-х годов
| Год  | Китайские названия | Транскрипции         | Международные названия                                               | Русские названия или Смысловые переводы оригинала | Роли                        | Доступ-ность |
| ---- | ------------------ | -------------------- | -------------------------------------------------------------------- | ------------------------------------------------- | --------------------------- | ------------ |
| 1954 | 絕代佳人           | Jué dài jiā rén      | The Peerless Beauty                                                  |                                                   | Хоу Кэцзянь                 |              |
| 1954 | 都會交響曲         | Dū huì jiāoxiǎngqǔ   | Tales of the City                                                    | букв. Симфония большого города                    | Фан Ачжэнь                  |              |
| 1955 | 大兒女經           | Dà érnǚ jīng         | Loves of the Youngsters                                              |                                                   | Сян                         |              |
| 1955 | 不要離開我         | Bùyào líkāi wǒ       | Never Leave Me                                                       | букв. Не покидай меня                             |                             |              |
| 1955 | 鑽花竊賊           | Zuànhuā qièzéi       | Diamond Thief                                                        | букв. Похититель бриллиантового цветка            | Фан                         |              |
| 1956 | 女子公寓           | Nǚzǐ gōngyù          | Apartment for Women                                                  | букв. Женский пансион/апартаменты                 | Люси (Лю Сии)               |              |
| 1956 | 日出               | Rìchū                | Sunrise                                                              | букв. Восход (солнца)                             | сирота Сяо Дунси            |              |
| 1956 | 三戀               | Sān liàn             | The Three Loves                                                      | букв. Три любви                                   | Ли Луси                     |              |
| 1956 | 玫瑰岩             | Méigui yán           | Rose Cliff                                                           | букв. Утёс Мэйгуй / Утёс роз                      |                             |              |
| 1956 | 新寡               | Xīn guǎ              | A Widow’s Tears                                                      | букв. Недавняя вдова / Овдовевшая                 | Шэнь Вэньцзюань             |              |
| 1957 | 鸞鳳和鳴           | Luán fèng hé míng    | Song of Harmony                                                      |                                                   | Тао Дайли                   |              |
| 1957 | 捉鬼記             | Zhuō guǐ jì          | Suspicion                                                            |                                                   | Ли Мэйин                    |              |
| 1957 | 風塵尤物           | Fēng chén yóu wù     | The Chivalrous Songstress / The Eternal Beauty                       |                                                   | Сун Иньчжан                 |              |
| 1958 | 妙手回春           | Miàoshǒu huíchūn     | The Magic Touch                                                      | букв. Чудодейственный мастер                      | Чжу Шуньхуа                 |              |
| 1959 | 殺人的情書         | Shārén de qíngshū    | Love Letter Murder                                                   |                                                   | Ли Сяоин                    |              |
| 1959 | 王老五之戀         | Wáng lǎo wǔ zhī liàn | Love Affairs of a Confirmed Bachelor                                 |                                                   | Лю Мэйцзюань                |              |
| 1959 | 兒女英雄傳         | Érnǚyīngxióng chuán  | The Adventure of the 13th Sister / The Heroine / Pengembaraan Puteri |                                                   | «13-я сестра» Чжан Цзиньфэн |              |

### Фильмы 1960-х годов
| Год  | Китайские названия    | Транскрипции                        | Международные названия                       | Русские названия или Смысловые переводы оригинала   | Роли                     | Доступ-ность |
| ---- | --------------------- | ----------------------------------- | -------------------------------------------- | --------------------------------------------------- | ------------------------ | ------------ |
| 1960 | 畸人艷婦              | Jīrén yànfù                         | The Deformed                                 | букв. Уродец и прекрасная жена                      | Лэн Шусянь               |              |
| 1960 | 蕉風椰雨              | Jiāo fēng yē yǔ                     | Malayan Affair                               | букв. Банановый ветер, кокосовый дождь              | Фэн Шуин                 |              |
| 1960 | 後門                  | Hòu mén                             | Back Door / Rear Entrance                    | букв. Задний вход                                   | камео (женщина в №8)     |              |
| 1960 | 街童                  | Jiē tóng                            | Street Boys                                  | букв. Уличные мальчишки/дети                        | камео                    |              |
| 1960 | 魚水重歡              | Yú shuǐ chóng huān                  | Happily Ever After / Love the Neighbour      |                                                     | Цай Шаолань              |              |
| 1960 | 倩女幽魂              | Qiàn nǚ yōu hún                     | The Enchanting Shadow                        | букв. Прекрасная женщина-дух                        | Не Сяоцянь               | DVD          |
| 1960 | 一樹桃花千朵紅        | Yī shù táo huā qiān duǒ hóng        | When the Peach Blossoms Bloom                |                                                     | Шэнь Баочжэнь (ст. дочь) |              |
| 1961 | 租妻記 / 夏日的玫瑰   | Zū qī jì / Xià rì de méiguī         | Bride for rent / The Rose of Summer          | букв. Записки о жене напрокат / Роза летнего солнца | Е Фэнчжу                 |              |
| 1961 | 手槍                  | Shŏuqiāng                           | The Pistol                                   | букв. Пистолет                                      | Цзяо                     |              |
| 1962 | 花田錯                | Huā tián cuò                        | The Bride Napping / The Mix Up               |                                                     | Чуньлань                 | DVD          |
| 1962 | 紅樓夢                | Hónglóumèng                         | Dream of the Red Chamber                     | Сон в красном тереме                                | Линь Дайюй               | DVD          |
| 1962 | 夜半歌聲              | Yèbàn gēshēng                       | Mid-Nightmare                                | букв. Полуночная песнь                              | Ли Сяося                 |              |
| 1963 | 夜半歌聲續集          | Yèbàn gēshēng xùjí                  | Mid-Nightmare (Part 2)                       | букв. Полуночная песнь, часть 2                     | Ли Сяося                 |              |
| 1963 | 原野奇俠傳            | Yuányě qí xiá zhuàn                 | Revenge of a Swordswoman                     |                                                     | Лань                     |              |
| 1963 | 梁山伯與祝英台        | Liáng Shānbó yǔ Zhù Yīngtái         | The Love Eterne                              | букв. Лян Шаньбо и Чжу Интай                        | Чжу Интай                | DVD          |
| 1963 | 福星高照              | Fú xīng gāo zhào                    | My Lucky Star                                |                                                     | Фан Лин                  |              |
| 1964 | 玉堂春                | Yù táng chūn                        | The Story of Sue San                         |                                                     | Су Сань                  | DVD          |
| 1964 | 萬花迎春 / 露滴牡丹開 | Wàn huā yíng chūn / Lù dī mǔdan kāi | The Dancing Millionairess                    | букв. 10000 цветов встречают весну                  | Мэй Цяньжу               | DVD          |
| 1965 | 金玉奴                | Jīn Yùnú                            | The Beggar’s Daughter                        | букв. Цзинь Юйну (имя)                              | Цзинь Юйну               |              |
| 1965 | 大地兒女 / 英勇游擊隊 | Dàdì érnǚ / Yīngyǒng yóujīduì       | Sons of Good Earth / The Fighting Guerilla   | букв. Дети Родины / Героические партизаны           | сирота Хэ Хуа            | DVD          |
| 1965 | 最長的一夜            | Zuìcháng de yī yè                   | The Longest Night                            | букв. Самая длинная ночь                            | Цуй                      |              |
| 1966 | 鎖麟囊                | Suǒ lín náng                        | The Lucky Purse                              |                                                     | Сюэ Сянлин               |              |
| 1966 | 嫦娥奔月              | Cháng-é bēn yuè                     | Lady in the Moon / Lady on the Moon          | букв. Чанъэ убегает на Луну                         | богиня Чанъэ             |              |
| 1966 | 亂世兒女              | Luàn shì érnǚ                       | A Debt of Blood                              |                                                     | Ма Сююнь                 |              |
| 1967 | 扇中人                | Shàn zhōngrén                       | The Magic Fan                                | букв. Веер-примиритель                              | богиня-швея Сю           |              |
| 1968 | 太太萬歲              | Tàitai wànsuì                       | Darling Stay at Home                         | букв. Славься, жена                                 | Ван Жуйцюань / У Линда   | DVD          |
| 1968 | 決鬥惡虎嶺            | Juédòu è hǔ lǐng                    | Travel with a Sword                          |                                                     | воительница Дуань Еньень |              |
| 1968 | 風塵客                | fēng chén kè                        | Vagabond Swordsman / The Wondering Swordsman |                                                     | Мужун Сюэ                |              |
| 1968 | 太極門                | Tàijí mén                           | Duel at the Supreme Gate                     | букв. Врата Великого предела                        | Чэнь Юйпин               | DVD          |